# Val van Bagdad (1917)
De val van Bagdad (11 maart 1917) was een gebeurtenis die plaatsvond tijdens de Mesopotamië-campagne, uitgevochten tussen de troepen van het Britse rijk en het Ottomaanse rijk in de Eerste Wereldoorlog.

## Aankomst van generaal Sir Frederick Stanley Maude
Na de overgave van het garnizoen van Al-Koet op 29 april 1916 onderging het Britse leger in Mesopotamië een grote herstructurering. Een nieuwe commandant, luitenant-generaal Sir Frederick Stanley Maude, kreeg de taak de Britse militaire reputatie te herstellen.
Generaal Maude besteedde de rest van 1916 aan de wederopbouw van zijn leger. De meeste van zijn troepen werden gerekruteerd in India en vervolgens over zee naar Basra gestuurd. Deze werden getraind en Britse genietroepen legden een spoorweg aan van de Iraakse kust naar Basra en verder. Generaal Maude verkreeg ook een klein detachement bewapende rivierboten en logistieke ondersteuningsschepen.
De Britten lanceerden hun nieuwe campagne tegen het Ottomaanse Rijk op 13 december 1916, met ongeveer 50.000 goed getrainde en goed uitgeruste troepen, voornamelijk Indiase koloniale troepen. De Indiase divisies van het Tigris Corps omvatten echter ook Britse legereenheden. De troepen van het zesde Ottomaanse Leger hadden relatief weinig troepen, ongeveer 25.000 man. Deze stonden onder bevel van Halil Pasja.

## Opmars naar Bagdad
De Britten leden geen tegenslagen in deze campagne. Generaal Maude was voorzichtig en rukte zijn troepen aan beide zijden van de rivier de Tigris op, waaraan hij zijn bijnaam 'Systematic Joe' dankte. De Ottomaanse troepen boden hevige weerstand bij de Khadairi-bocht, een versterkte plaats die veertien dagen standhield (6 januari tot 19 januari 1917). De Osmanen voelden zich gedwongen een verdedigingslinie langs het Gharraf-kanaal op te zetten. Het kostte de Britten twee weken om hun linies te doorbreken (25 januari tot 4 februari). Een andere Ottomaanse positie, de Dahra-bocht, werd op 16 februari ingenomen. Ten slotte heroverden de Britten Al-Koet op 24 februari 1917.
De Ottomaanse bevelhebber Karabekir Bey liet zijn leger niet in Al-Koet in de val lopen, zoals in de eerste slag om Al-Koet, maar trok zich liever terug.
De Britse troepen stonden op 5 maart 1917 voor de poorten van Bagdad. Drie dagen later bereikten de troepen van Maude de zijrivier Diyala aan de rand van de stad.
Halil Pasja koos ervoor Bagdad te verdedigen door verdedigingsposities in te nemen aan de Tigris, zo'n 56,3 km ten zuiden van Bagdad. De Ottomaanse troepen verzetten zich tegen de eerste Britse aanval op 9 maart. Generaal Maude gaf vervolgens het grootste deel van zijn leger opdracht om de Ottomaanse stellingen vanuit het noorden te omzeilen, in de overtuiging dat een directe aanval op Bagdad onmogelijk zou zijn. Halil Pasja reageerde door zijn leger uit zijn defensieve posities te halen om de Britten terug te drijven naar de Tigris. Een enkel regiment wordt toegewezen aan de verdediging van de Diyala. De Britten namen Diyala in op 10 maart 1917. Deze plotse nederlaag bracht Halil Pasja ertoe zijn leger terug te trekken ten noorden van Bagdad.
De Ottomaanse autoriteiten gaven op 10 maart om 20:00 uur het bevel Bagdad te ontruimen. Maar al snel had Halil Pasja de situatie niet meer onder controle. De Britten achtervolgden de Ottomaanse troepen en slaagden erin Bagdad op 11 maart 1917 zonder gevechten te veroveren. De Britse troepen werden enthousiast verwelkomd door de plaatselijke bewoners. Een week later vaardigde generaal Maude de 'Proclamatie van Bagdad' uit, waarin hij verklaarde: "Onze legers komen naar uw steden en landen, niet als veroveraars of vijanden, maar als bevrijders". Bijna 9.000 Ottomaanse troepen werden tijdens het beleg van de stad gevangen genomen.

## Gevolgen
De slag betekende een duidelijke overwinning voor de Britten en een nieuwe nederlaag voor het Ottomaanse Rijk. De Ottomanen werden gedwongen hun operaties in Perzië te beëindigen en hun troepen naar Mosul te verplaatsen om de Britten ervan te weerhouden verder op te rukken in Mesopotamië.
De inname van Bagdad, een provinciehoofdstad, betekende ook dat de Ottomanen de controle over een van hun provincies hadden verloren. Na de inname van de stad werd Maude de facto gouverneur van Mesopotamië van Basra tot Bagdad. Sir Percy Cox probeerde een proclamatie uit te vaardigen waarin hij verklaarde dat de provincies gezamenlijk werden bestuurd door het Britse en Indiase bestuur. Maar Londen beval Cox zijn proclamatie niet uit te vaardigen en vroeg in plaats daarvan Arabische leiders het Britse bestuur bij te staan.
De Indiase koloniale regering dacht hier anders over: zij was in de eerste plaats de bevrijder van Mesopotamië en wilde Bagdad onder haar directe controle plaatsen. Deze machtsstrijd leidde tot de oprichting van het Mesopotamian Administration Committee, onder leiding van Lord Curzon. Zijn belangrijkste taak was te bepalen wie zou regeren over de twee provincies Basra en Bagdad. In plaats van een Brits-Indiaas gedeeld bewind koos het comite voor een Britse administratie voor Basra en een Arabische autoriteit voor Bagdad. Deze tijdelijke overheid zou zich ontwikkelen tot het Mandaat voor Mesopotamië en later het Brits Mandaat Mesopotamië.